# Thổ
I Thổ (o anche  Keo, Mon, Cuoi, Ho, Tay Poong) sono un gruppo etnico della regione montagnosa a nord del Vietnam, principalmente nella provincia di Nghe An a sud-est di Hanoi.
Parlano la lingua muong, che è strettamente correlata alla lingua vietnamita. Alcuni etnologi hanno teorizzato che essi sono un sottogruppo dei Muong stessi.
La popolazione dei Thổ è composta da più di 70000 individui.
Questo gruppo etnico spesso è confuso con un altro gruppo etnico vietnamita, quello dei Tay.